# 鯰田炭坑駅
鯰田炭坑駅（なまずたたんこうえき）は、かつて福岡県飯塚市鯰田にあった、運輸省（省鉄）筑豊本線の貨物駅（廃駅）である。貨物支線の廃線に伴い、1945年（昭和20年）6月10日に廃駅となった。

## 歴史

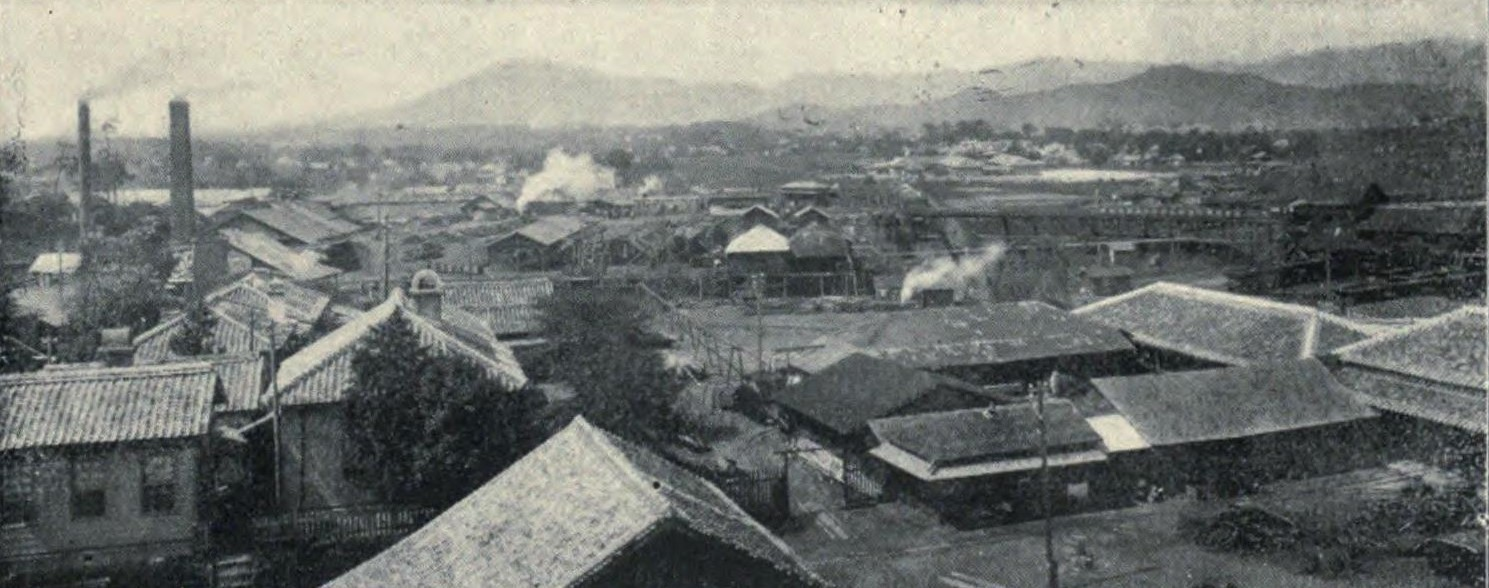
鯰田炭坑（明治時代）

- 1909年（明治42年）1月1日：開業[1]。
- 1945年（昭和20年）6月10日：貨物支線の廃線に伴い廃止[1]。鯰田駅に併合（同駅構内として存続）[1]。

## 隣の駅
運輸省（省鉄）
筑豊本線（貨物支線）
鯰田駅 - 鯰田炭坑駅